# Paramesodes njalae
Paramesodes njalae är en insektsart som beskrevs av Wilson 1983. Paramesodes njalae ingår i släktet Paramesodes och familjen dvärgstritar. Inga underarter finns listade i Catalogue of Life.